# Ben Oglivie
Benjamín Ambrosio Oglivie Palmer (nacido el 11 de febrero de 1949) es un ex jardinero izquierdo de béisbol profesional panameño, que jugó en las Grandes Ligas de Béisbol para los Medias Rojas de Boston, los Tigres de Detroit y Milwaukee. Cerveceros. También jugó dos temporadas en Nippon Professional Baseball para los Kintetsu Buffaloes. Oglivie bateó y lanzó con la mano izquierda.

## Carrera
Oglivie hizo su debut en la MLB el 4 de septiembre de 1971 con los Medias Rojas y jugó su último partido de Grandes Ligas el 5 de octubre de 1986 con los Cerveceros. Bateó bastante bien para lograr poder, rompiendo la marca de 40 jonrones en 1980 con 41, lo que fue bueno para empatar (con Reggie Jackson ) en el liderato de la Liga Americana (AL). Oglivie conectó tres jonrones en un juego en tres ocasiones. En el proceso, se convirtió en el primer no estadounidense. Jugador nacido en S. para liderar la Liga Americana en jonrones. También terminó segundo en la Liga Americana con 118 carreras impulsadas y 333 bases totales. Oglivie bateó .241 con ocho jonrones y 30 carreras impulsadas (RBI) y lideró a los Medias Rojas en bateo emergente con un promedio de .375 en su primera temporada completa en la MLB en 1972 . Después de caer a .218 con dos jonrones en 58 juegos, fue canjeado de los Medias Rojas a los Tigres por Dick McAuliffe el 23 de octubre de 1973  Oglivie fue adquirida por los Cerveceros a los Tigres por Jim Slaton y Rich Folkers en las Reuniones de Invierno el 9 de diciembre de 1977. En una carrera de 16 años en las Grandes Ligas, Oglivie registró un promedio de bateo de .273, con 277 dobles, 560 bases por bolas, 235 jonrones y 901 carreras impulsadas (RBI), en 1,754 juegos. Tuvo 87 bases robadas en su carrera y 784 carreras anotadas. Oglivie consiguió 1.615 hits en 5.913 turnos al bate.Continuando con su carrera profesional en el béisbol japonés (NPB), Oglivie jugó para los Kintetsu Buffaloes, impulsando 46 jonrones en dos temporadas en 1987 y 1988. Luego regresó para intentar regresar a las ligas menores de béisbol estadounidenses (MiLB); aunque Oglivie registró grandes números ofensivos en sólo dos juegos Doble-A, resultó ser el final de su viaje como jugador de béisbol profesional. Oglivie ha entrenado en varios niveles para varias organizaciones diferentes, incluidas Milwaukee, Pittsburgh, San Diego, Tampa Bay y Detroit. En 2000, se unió al personal de la MLB de los Padres durante una temporada.El nativo de Colón, Panamá, fue uno de los seis jugadores posteriores a 1959 seleccionados como parte de la generación de 2012 exaltada al Salón de la Fama del Béisbol Latino. Cada país latinoamericano (Puerto Rico, Cuba, República Dominicana, México y Venezuela) tuvo un jugador elegido para la consagración, que tuvo lugar en febrero de 2012.